# Refinaria de Capuava
A Refinaria de Capuava (Recap) é uma refinaria de petróleo brasileira, pertencente à Petrobras. Está localizada no município paulista de Mauá, e tem uma área de 3,7 km².
A Recap tem capacidade instalada para refinar 60000 barris de petróleo por dia. Seus principais produtos são o diesel, a gasolina, óleo combustível, GLP e outros derivados.

## História
Atualmente a menor refinaria de São Paulo, a Recap já teve o maior volume de produção do País. Quando foi inaugurada, em dezembro de 1954, com o nome de Refinaria e Exploração de Petróleo União S/A, processava 3.180 m³ de petróleo por dia, então a maior capacidade de refino no Brasil.
A Recap foi incorporada à Petrobras em 3 de junho de 1974. Como é uma das refinarias mais antigas, tinha muitos de seus instrumentos acionados por válvulas pneumáticas até a década de 1990. Hoje, tem elevado índice de automação e seu sistema digital de controle distribuído é dos mais modernos da Petrobras.
A instalação da refinaria acarretou o surgimento de um polo petroquímico no seu entorno, como é comum com outras unidades. Este polo, em 2014 composto por empresas como Oxiteno, Cabot, Oxicap, Braskem Polipropileno, Braskem Cracker Químicos Básicos, Braskem Polietileno, etc., não processa apenas matérias-primas oriundas da Recap.
Em uma operação conjunta com a antiga Polibrasil (hoje Braskem Polipropileno), foi construída na Recap uma unidade de processamento para propeno, que, depois de purificado em equipamentos nas dependências da Recap, é enviado para a Braskem Polipropileno, onde é polimerizado e transformado em polipropileno.
Com a implantação da primeira unidade de URFCC do mundo, as margens de refino da Recap melhoraram significativamente.
Em 2012 foram implantadas novas unidades de tratamento de hidrotratamento de diesel e gasolina, para diminuir a emissão de poluentes quando da queima destes derivados, de acordo com as especificações da Agência Nacional do Petróleo, Gás Natural e Biocombustíveis (ANP).